# Такселл, Лийса
Май-Лис «Лийса» Паула Такселл (фин. Maj-Lis "Liisa" Paula Taxell; 9 июля 1931, Хельсинки, Финляндия — 1 апреля 1974, Хельсинки, Финляндия) — прима-балерина Финского национального балета, киноактриса.

## Биография
Родилась 9 июля 1931 года в Хельсинки, в Финляндии.
Обучалась балетному мастерству у балетмейстера и хореографа Георга Ге и была зачислена в труппу Финского национального балета.
С 1946 года — прима-балерина Финского национального балета.
С 1948 по 1961 год в качестве танцовщицы и актрисы снялась в ряде фильмов.
Скончалась 1 апреля 1974 года в Хельсинки.

## Фильмография
| Год  |   | Русское название  | Оригинальное название | Роль                               |
| ---- | - | ----------------- | --------------------- | ---------------------------------- |
| 1948 | ф |                   | Läpi usvan            | танцовщица                         |
| 1952 | ф |                   | Jees, olympialaiset   |                                    |
| 1954 | ф | «Песси и Иллюзия» | Pessi ja Illusia      | бабочка-лимонница / ночная бабочка |
| 1955 | ф |                   | Kiinni on ja pysyy    | Сома Коиву                         |
| 1960 | ф | «Скарамуш»        | Scaramouche           | блондинка                          |
| 1961 | ф |                   | Toivelauluja          | Мать Пиркко                        |